# Beatyfikowani i kanonizowani Kościoła katolickiego w 2008 roku
W 2008 roku wyniesiono na ołtarze 202 błogosławionych i 4 świętych Kościoła katolickiego.
3 lutego
- Bł. Józefina Nicoli

30 marca
- Bł. Celestyna od Matki Bożej Donati

27 kwietnia
- Bł. Kandelaria od św. Józefa

3 maja
- Bł. Maria Magdalena od Wcielenia

4 maja
- Bł. Małgorzata Flesch

24 maja
- Bł. Marta Wiecka

1 czerwca
- Bł. Maria Józefina od Jezusa Ukrzyżowanego

22 czerwca
- Bł. Jakub z Ghaziru

29 czerwca
- Bł. Józefa Hendrina Stenmanns

21 września
- Bł. Wincencja Maria Poloni

28 września
- Bł. Michał Sopoćko

4 października
- Bł. Franciszek Jan Bonifacio
- Bł. Franciszek Pianzola

12 października
- Św. Kajetan Errico
- Św. Narcyza od Jezusa
- Św. Alfonsa Muttathupadathu
- Św. Maria Bernarda Bütler

19 października
Rodzice św. Teresy od Dzieciątka Jezus:
- Bł. Ludwik Martin
- Bł. Maria Zelia Martin

24 listopada
- bł. Piotr Kibe Kasui i 187 Towarzyszy

29 listopada
- bł. Józef Eulalio Valdés